# Аль-Гитани, Гамаль
Гамаль аль-Гитани (араб. جمال الغيطاني‎; 9 мая 1945, дер. Гухейна, пров. Сохаг — 18 октября 2015, Каир) — египетский писатель и журналист; один из крупнейших и наиболее читаемых прозаиков Египта.

## Биография
Родился в 1945 году в деревне аль-Гухейна аль-Гарбийя в провинции Сохаг, в крестьянской семье. в поисках заработка она вскоре перебралась в один из самых бедных кварталов Каира — аль-Гамалий. Получив начальное образование и отучившись затем в ковроткацком училище, будущий литератор работал инспектором ковровых предприятий в различных провинциях родной страны. С 1967 по 1969 был членом руководства профсоюза ремесленников и секретарём одного из кооперативов знаменитого каирского рынка ремесленных изделий «Хан аль-Хаили». С 1969 работал в газете «Аль-Ахбар» военным корреспондентом.
Начал писать в 1959 году. Публикация его первого произведения — рассказа, состоялась спустя четыре года.

## Творчество
Известность ему принёс первый же роман — «Аз-Зейни Баракат» (1972, рус. пер. Т. Кузьминой, 1986), написанный в неотрадиционалистском стиле роман-палимпсест, в котором события египетской истории начала XVI века проецируются на события второй половины века ХХ. Зачинателем неотрадиционализма, призванного «арабизировать» современную арабскую литературу на основе возрождения художественных ценностей арабского средневекового наследия, был Нагиб Махфуз. Позже этот стиль получил широкое распространение в литературе и других арабских стран. К настоящему времени «Аз-Зейни Баракат», такие романы аль-Гитани, как «События на улице аз-Заафарани» (1976), «Земли аль-Гитани» (1981), трехтомная «Книга божественных явлений» (1983—1987) и другие стали уже классикой современной египетской прозы, переведены на ряд европейских языков. В нескольких книгах мемуарного плана аль-Гитани запечатлел опыт многолетнего личного общения с Нагибом Махфузом, которого считал своим учителем.
Большое место в творчестве аль-Гитани занимает и новеллистика — рассказы на политическую, военную, общественную, любовную тематику, как написанные в разнообразных современных формах, так и стилизованные под жанровые формы средневековой арабской прозы.
Аль-Гитани сменил Карима Альрави на посту президента египетского ПЕН-клуба.

## Переводы на русский язык
- «Аз-Зейни Баракат», роман, 1972, рус. пер. Т. Кузьминой, 1986.
- «Ракета „земля-земля“», рассказ, рус. пер. В. Кирпиченко // Современный египетский рассказ, М., 1988.
- «Поминание славного Тайбуги, защитника обиженных», рассказ, рус. пер. Т. Демидовой // Современный египетский рассказ, М., 1988.
- «Трамвай», рассказ, рус. пер. А. Кирпиченко // Современный египетский рассказ, М., 1988 (ранее «Восточный альманах», вып. 10, М., 1982).
- «Отель», рассказ, рус. пер. В. Кирпиченко // Современный египетский рассказ, М., 1988 (ранее «Иностранная литература», 1983, № 9).